# Der Außenseiter (1992)
Der Außenseiter (Originaltitel: School Ties) ist ein Filmdrama aus dem Jahr 1992 von Robert Mandel.

## Handlung
Der junge Arbeitersohn David Greene bekommt Mitte der 1950er Jahre aufgrund seines sportlichen Talents als Footballspieler ein Stipendium an der St. Mathews, ein Elite-Internat in Neuengland. Durch seinen sportlichen Erfolg gewinnt er die Aufmerksamkeit der hübschen Debütantin Sally Wheeler. Er verheimlicht, dass er Jude ist, da er Angst davor hat, ausgegrenzt zu werden, weil die meisten seiner Klassenkameraden Antisemiten sind. Doch sein Mitschüler Charlie, welchem er die Freundin ausgespannt hat, erfährt von seinem Geheimnis und will Rache. Nachdem dieser es allen Klassenkameraden erzählt hat, wird David nur noch verspottet, sein Zimmergenosse Chris Reece ist der Einzige, der hinter ihm steht. Als dann bei einem Geschichtsexamen herauskommt, dass ein Schüler gemogelt hat, droht der Professor die ganze Klasse durchfallen zu lassen wenn sich dieser nicht zu erkennen gibt. Die Mehrheit der Schüler beschuldigt David, obwohl dieser unschuldig ist. Schließlich wird Charlie als der Betrüger entlarvt und muss laut dem Ehrenkodex der Schule diese verlassen.

## Kritiken
„Konventionell, aber überzeugend inszenierte Internatsgeschichte, die zu mitmenschlichem Verständnis aufruft, jedoch zu sehr im Milieu der 50er Jahre verankert bleibt und sich so von vornherein durch nostalgischen Abstand, der die Annäherung erschwert, absichert.“

## Auszeichnungen
Der Film wurde 1993 für den Political Film Society Awards in der Kategorie „Menschenrechte“ nominiert, da er gesellschaftskritisch ist und Themen wie Judenfeindlichkeit behandelt. Er wurde außerdem 1993 für den Preis Artios der Casting Society of America nominiert.

## Hintergründe
Die meisten Szenen wurden in der Middlesex School in Concord (Massachusetts) gedreht. Zusätzlich dienten die Worcester Academy und die St. Mark’s School als Drehorte. Der Film spielte in den Kinos der USA ca. 14,7 Millionen US-Dollar ein.